# Mobula
Mobula Rafinesque, 1810 è un genere di elasmobranchi appartenenti alla famiglia Myliobatidae, noti comunemente come diavoli di mare e mante. Il termine è probabilmente derivante dal latino "mobilis" (mobile, movibile) per le sue abitudini migratorie. 

## Descrizione
Le specie di questo taxon differiscono da quelle del genere Manta perché hanno la bocca posta nella parte inferiore rispetto al capo ed i denti su entrambe le mascelle.  Alcune di esse sono provviste di aculeo velenifero caudale (come ad esempio Mobula mobular), altre invece ne sono prive, come ad esempio Mobula hypostoma.

## Biologia
Conducono vita pelagica e si nutrono di plancton.
Sono animali ovovivipari in quanto i piccoli nascono dopo essersi schiusi da uova nel corpo della madre.

## Tassonomia
Il genere Mobula comprende le seguenti specie:
- Mobula eregoodootenkee (Bleeker, 1859)
- Mobula hypostoma (Bancroft, 1831)
- Mobula japanica (Müller & Henle, 1841)
- Mobula kuhlii (Müller et Henle, 1841)
- Mobula mobular (Bonnaterre, 1788)
- Mobula munkiana Notarbartolo-di-Sciara, 1987
- Mobula rochebrunei (Vaillant, 1879)
- Mobula tarapacana (Philippi, 1893)
- Mobula thurstoni (Lloyd, 1908)